# دایمنشن فیلمز
دایمنشن فیلمز (انگلیسی: Dimension Films) شرکت تولید فیلم و توزیع‌کننده فیلم آمریکایی است.